# Hanbō

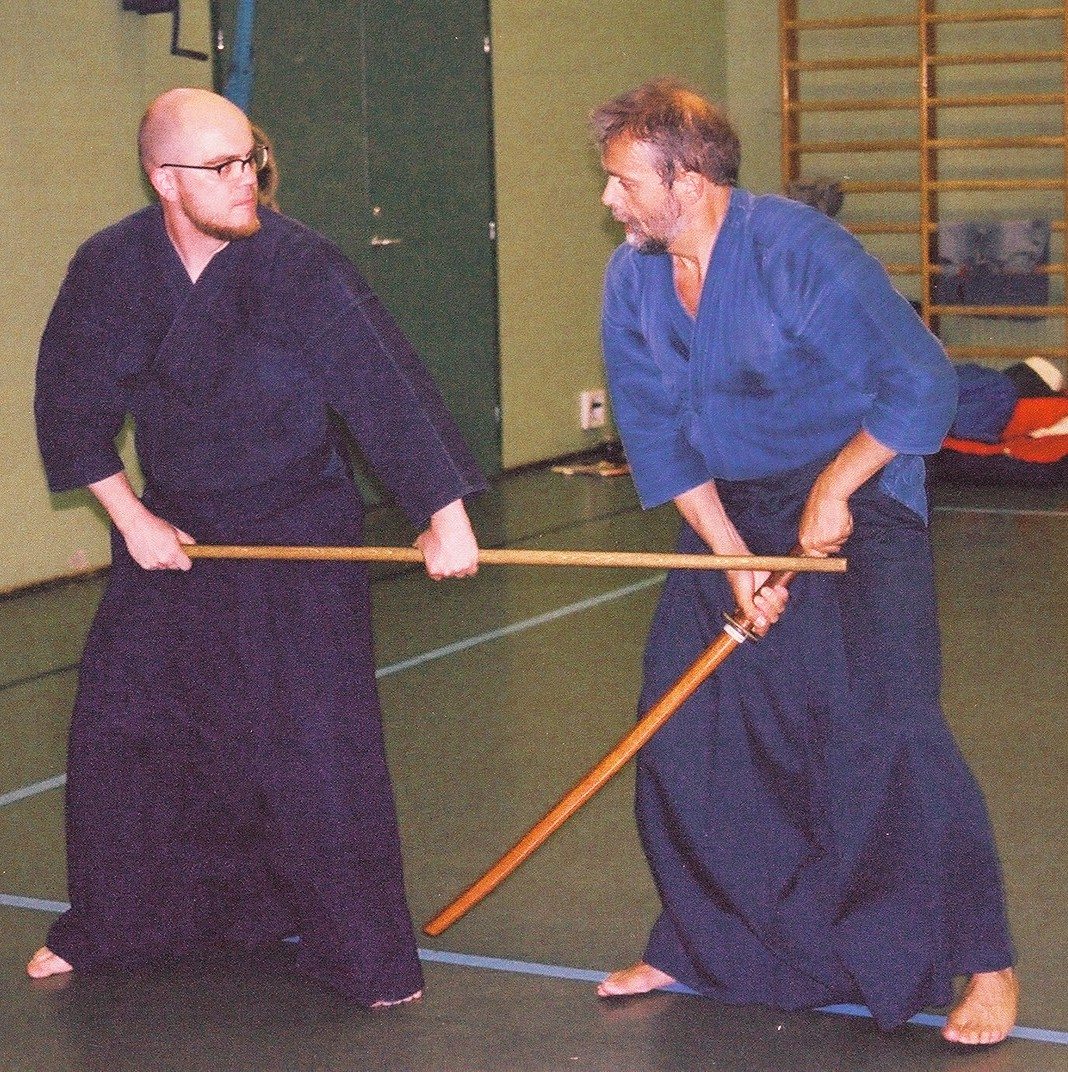
Zawodnicy judo używający hanbō

Hanbō (jap. 半棒 dosł. półkij) – kij długości 3 shaku (około 90 cm). Jego nazwa wywodzi się z tego, że jego długość to połowa długości kija rokushakubō (jap. 六尺棒 kij długości 6 shaku).